# Mollete de Antequera

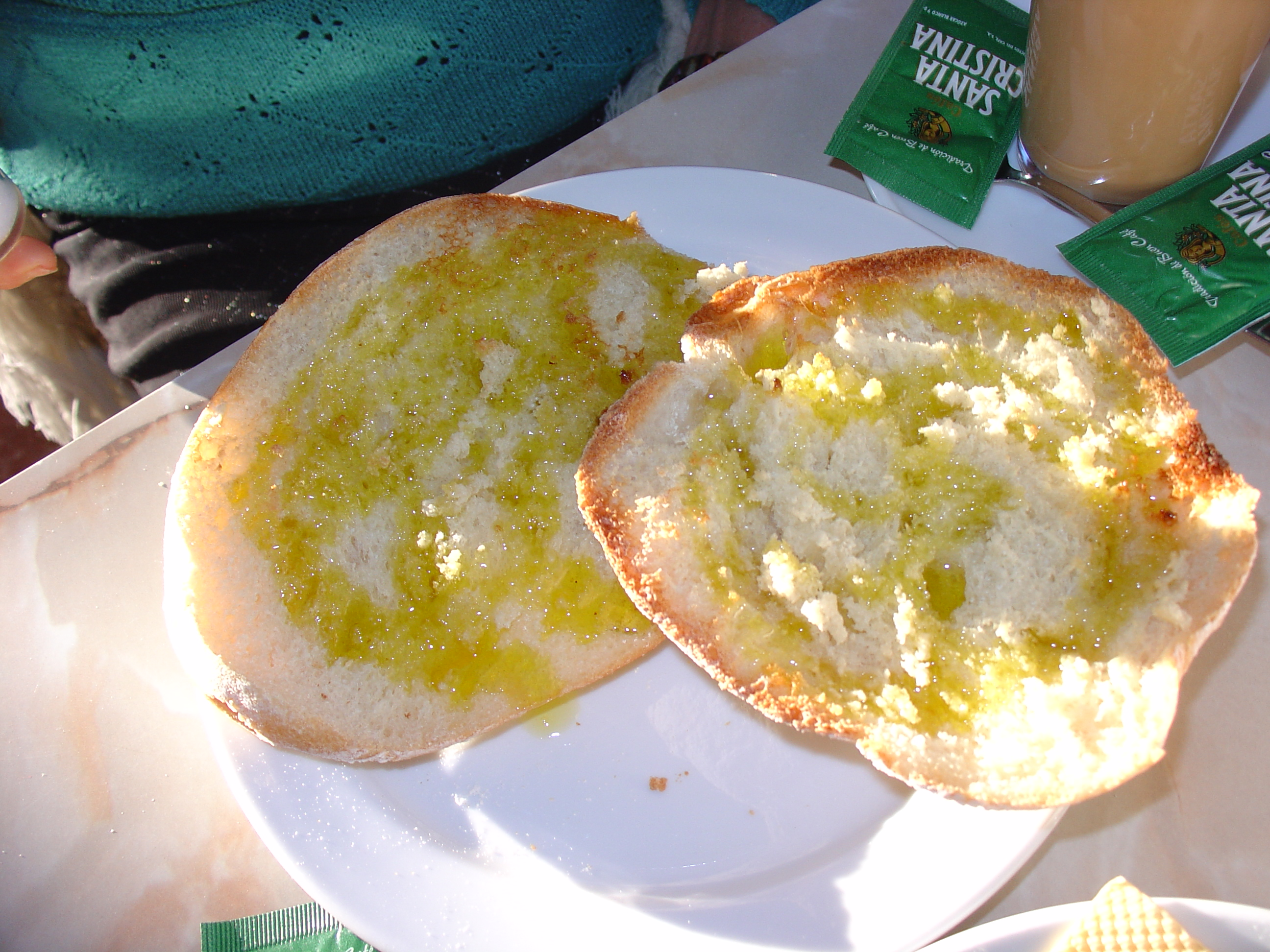
Mollete tostado, aliñado con aceite de oliva y sal o azúcar, es el tradicional desayuno andaluz.

El mollete de Antequera es un pan típico de Andalucía, España, que cuenta con un sello de protección IGP. Existen en multitud de panes bajo el mismo nombre de «mollete» en Andalucía, Extremadura y América. Pero el de Antequera se caracteriza por una corteza blanca y enharinada, y una miga tierna (jugosa), prieta, muy suave y que se desmorona fácilmente, fruto de una masa muy hidratada y poco amasada y una cocción lenta. El mollete de Antequera es uno de los panes icónicos de Andalucía, protagonista del desayuno andaluz.
Recibió la certificación como Indicación Geográfica Protegida de la Unión Europea el 10 de noviembre de 2020.

## Elaboración
El mollete de Antequera se elabora con harina de trigo de baja fuerza (~W180), agua, sal y levadura o masa madre. Se suele elaborar con harina refinada, que garantiza un pan blanco puro. Sin embargo, a veces también se producen molletes integrales, es decir, que la harina contiene salvado. El proceso de elaboración consta de siete fases:
1. integración de los ingredientes (amasado),
2. división de la masa,
3. boleado,
4. primer reposo,
5. moldeado,
6. segundo reposo y
7. horneado.

Este pan se cuece lo justo para que no quede crudo. Un horneado breve garantiza que la miga vaya a quedar húmeda, jugosa y esponjosa. De hecho, en vez de dejar enfriar los molletes recién sacados a temperatura ambiente, algunos panaderos prefieren someterlos a una bajada brusca de temperatura hasta congelarlos (por medio de un abatidor), y así evitan que la miga se siga cociendo.

## Características
Se considera un panecillo por su tamaño pequeño. También es considerado un bollito por ser un pan tierno. Es bastante plano y tiene una forma redonda u oblonga ligeramente irregular. Su corteza es suave, enharinada, color crema y nada crujiente. En cuanto a la miga, es prieta, muy esponjosa y húmeda, con un alveolado minúsculo y regular.

## Cultura

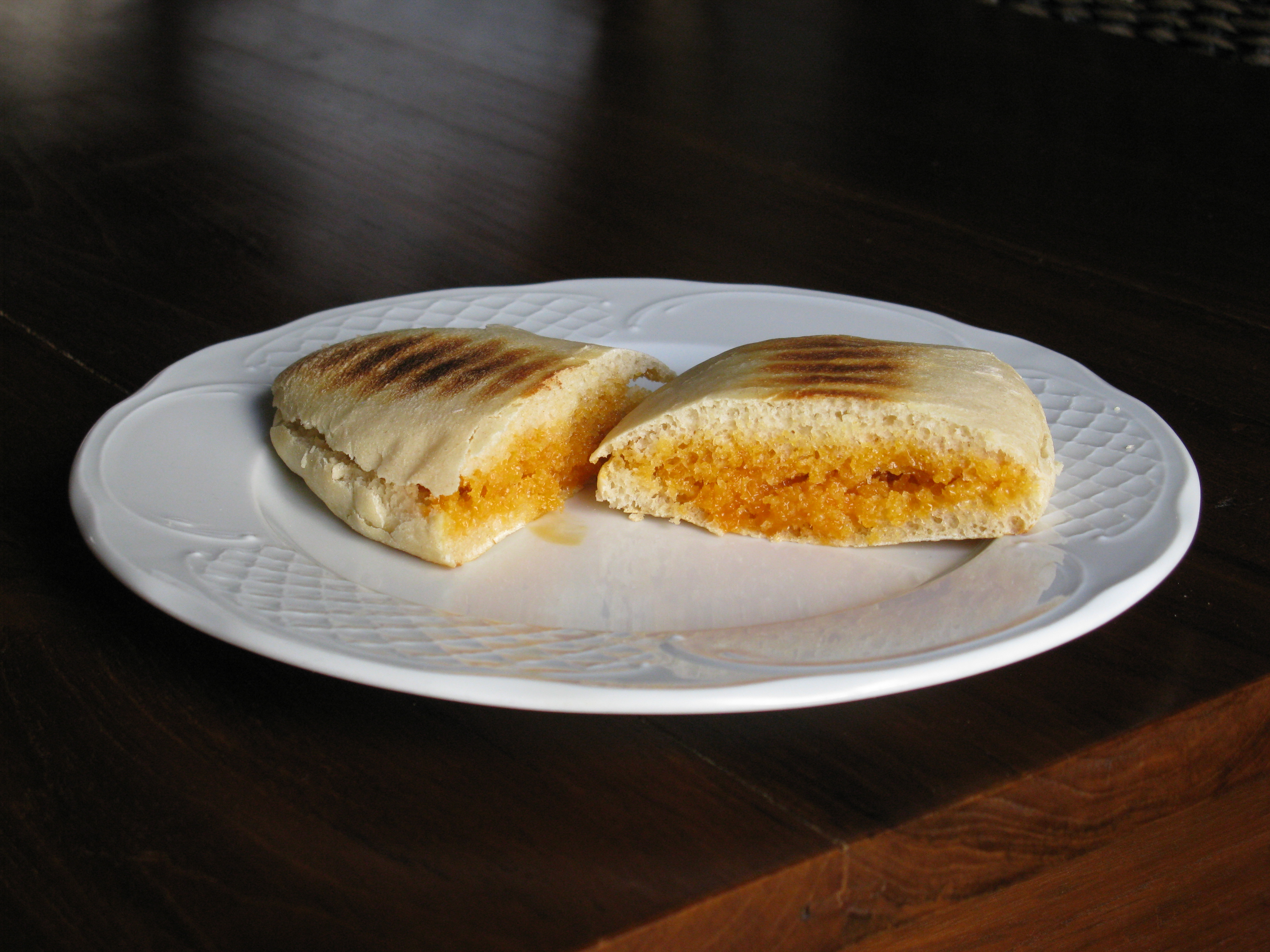
Mollete regado con manteca colorá.

El mollete es un símbolo de la identidad de Antequera. En la Cabalgata de Reyes Magos (5 de enero), se lanzan miles de molletes desde las carrozas, además de mantecados y caramelos. Durante el carnaval de esta localidad, la ceremonia de la «quema de la sardina» (o 'entierro de la sardina') se sustituye por la «quema del mollete».
Como se ha mencionado previamente, el mollete de Antequera es el alimento principal del desayuno tradicional andaluz, y de otras comidas cotidianas antequeranas. Una forma de degustarlo es untándolo con manteca colorá una sabrosa manteca de cerdo, de color roja debido al pimentón. Es un panecillo versátil que combina bien con mermeladas, queso y miel, embutidos, ahumados, sardinas, patés, etc. En el Atlas ilustrado del pan (2014), se recomienda tostar el mollete para obtener su máximo sabor, ya que potencia sus propiedades organolépticas, y añade: «los gastrónomos discrepan sobre si este tostado debe hacerse con el mollete entero o partido en dos mitades».

## Obtención de la IGP
El proceso de obtención de esta certificación europea se inició, gracias al impulso del Ayuntamiento de Antequera, en 2004. Se creó una organización de productores panaderos. En un inicio la convocatoria reunió a 18 panaderos locales, siete de los cuales conformaron finalmente la Asociación Pro-Mollete de Antequera. Para 2019, solo dos empresas eran miembros de la asociación: Mollete San Roque y El Antequerano. Las otras panaderías, como Padepan o La Molletería denunciaron a través de El País y otros periódicos que estaban siendo excluidos de la asociación y del sello IGP.